# ダラ・オシェイ
ダラ・ジョセフ・オシェイ（Dara Joseph O'Shea, 1999年3月4日 - ）は、アイルランド・ダブリン県ダブリン出身のサッカー選手。イプスウィッチ・タウンFC所属。アイルランド代表。ポジションはDF。

## クラブ経歴
2015年にWBAのユースアカデミーに入所。2016年にU-18チームに昇格。ユースリーグでプレーし、2017年にプロ契約を締結。2017-18シーズンはナショナルリーグ・ノース (5部リーグ)のヘレフォードFCにローン移籍でプレーし、プロデビュー。翌2018-19シーズンはエクセター・シティFCでプレーし、経験を積んだ。
2019-20シーズンより正式にWBAのトップチームに昇格。2020年2月9日のミルウォールFC戦で、プロ初ゴールを記録。同シーズンはEFLチャンピオンシップ (2部リーグ)で2位に入り、2017-18シーズン以来のプレミアリーグ復帰が決定した。
2022年8月20日、ハル・シティAFCとのリーグ戦では初めてチームのキャプテンを務めて勝利を挙げ、自身もこの試合でゴールを決めた。 
2023年2月10日、バーミンガム戦でクラブ通算100試合目の出場を果たした。
2023年6月、プレミアリーグに昇格したバーンリーFCに4年契約で移籍した。なお、WBAとの契約には800万£のリリース条項が設定されていたものの、WBAは財政的な問題からそれよりも少ない700万£でオシェイを手放すことになった。
2024年8月25日、イプスウィッチ・タウンFCに5年契約で移籍した。

## 代表経歴
2016年からユース世代のアイルランド代表に招集され、2019年にはU-21代表でトゥーロン国際大会に出場。準決勝でブラジルに敗れるも、4位入賞に貢献。2020年10月14日のUEFAネーションズリーグのフィンランド戦でフル代表デビューを果たすも、試合は0-1で敗れた。